# 우리 스승님은 꼬리가 없다

우리 스승님은 꼬리가 없다(うちの師匠はしっぽがない)는 TNSK에 의한 일본의 만화 작품이다. 『good! 애프터눈』(코단샤)에서 2013년 2호부터 연재 중. 카미카타 만담을 소재로 주인공의 성장과 사제애를 그린다.

## 줄거리
때는 다이쇼 시대. 심부름을 보내진 것을 계기로 마을을 뛰쳐나와, 오사카의 거리에 온 마메다의 소녀 마메다는, 몸에 걸친 변신술로 인간을 속이려 하지만, 현대 문명에 친숙한 도시의 인간에게는 통용되지 않을 뿐만 아니라, 같은 변신술을 잘 다루어 여류 만담가로 둔갑하는 '도깨비', 다이코쿠테이 분코에게 정체를 간파당하고 만다.
분코의 만담을 본 마메다는 자신도 기술이 아닌 재주로 사람을 속이고 싶다며 제자로 들어가기를 원한다. 처음엔 제자를 받지 않는다고 마메다를 되쫓는 분코였지만 마메다의 열의에 눌려 제자로 들어가기를 인정한다. 이렇게 해서 신참 만담가 다이코쿠테이 마메다의 수업의 날들이 시작되었다.